# Володимир Дмитрович
Володимир Дмитрович (рос. Владимир Дмитриевич; бл. 1340 — 1372) — великий князь рязанський у 1371—1372 роках, князь пронський у 1351—1371 роках.

## Життєпис
Стосовно батька є суперечності. Згідно з російською теорією, був сином князя Ярослава-Дмитра Олександровича, тому іноді позначається як Володимир Ярославич. На думку українського дослідника Л. Войтовича був сином Дмитра і онуком Ярослава-Дмитра Олександровича.
Народився 1340 року. 1343 року помирає Ярослав-Дмитро, а 1344 року Рязанським князем стає Василь Олександрович. Можливо, у Пронському князівстві Володимир стає «молодшим» князем при Івані Олександровичі. Після смерті останнього близько 1351 року отримує князівство у повне володіння.
Взяв оріжєнтацією на велике князівство Московське. 1365 році спільно з рязанським і карачевським військом брав участь у битві біля Шишевського лісу, де ординцям було завдано поразки. 1370 року долучився до збору військ, яки проводив Олег Іванович, великий князь Рязанський.
1371 року у конфлікті Олега Івановича з Московою виступив на боці останнього. Скористався поразкою Олега Івановича, щоб зайняти Рязанське князівство. Але у 1372 році помер за невідомих обставин, що дозволило Олегу Івановичу повернути собі владу.

## Родина
- Іван (1370—1430), великий князь Рязанський
- Федір, князь Пронський